# José Carlos Chacorowski
Dom José Carlos Chacorowski, C.M. (Curitiba, 26 de dezembro de 1956) é um religioso lazarista brasileiro, bispo da Diocese de Caraguatatuba.

## Biografia
José Carlos Chacorowski nasceu em Curitiba, Paraná, filho de Elza Isabel e de Félix José Chacorowski, ambos descendentes de poloneses.
Entrou para o Seminário Menor São Vicente de Paulo, em Araucária, aos doze anos, no dia 28 de julho de 1968. Ali concluiu o ensino fundamental, em 1972, o ensino médio e o curso de Filosfia, em 1976. Fez o curso de Teologia em 1980, no Studium Theologicum em Curitiba. Fez sua vinculação provisória na Província do Sul da Congregação da Missão no dia 15 de janeiro de 1977 no Seminário Menor São Vicente de Paulo, em Araucária. Emitiu os votos na Congregação da Missão no dia 16 de abril de 1980 na Casa Central em Curitiba, quando se tornou membro definitivo da Congregação.
Seus primeiros ministérios foram conferidos no dia 25 de janeiro de 1980, na Paróquia de Sant'Ana, do bairro Abranches, em Curitiba, tendo como ordinante D. Pedro Fedalto. Foi ordenado diácono no dia 20 de abril de 1980, na Paróquia do bairro Barreirinha, tendo como ordenante D. Ladislau Biernaski. Foi ordenado padre no dia 2 de julho de 1980 pelo Papa João Paulo II no estádio Maracanã, Rio de Janeiro.
Em 1979, ainda como estudante do terceiro ano de Teologia, residindo na Paróquia da Barreirinha, em Curitiba, iniciou seu estágio pastoral. Terminado o curso, em novembro de 1980, mudou-se para Palmas e passou a trabalhar no Seminário Diocesano. Em 18 de fevereiro de 1982, viajou para Bruxelas, Bélgica, onde se preparou para a missão no Zaire (hoje República Democrática do Congo). Em novembro de 1985, veio para o Brasil para as férias, retornando para o Zaire em 27 de fevereiro do ano seguinte. Em novembro de 1987, voltou para o Brasil para tratamento de saúde, devido às muitas malárias contraídas na missão.
Nesse período de tratamento, Dom José fez uma experiência na Pastoral Rodoviária, mantida pelos padres missionários vicentinos. Também ajudou na pregação de algumas missões populares. Atuou na Pastoral Rodoviária de 1988 até dezembro de 1995, expandindo-a para o Sudeste, Nordeste e Norte, tendo chegado até Belém do Pará. A Pastoral Rodoviária se caracteriza pelas missas oficiadas no caminhão-capela nos postos de combustíveis ao longo das rodovias.
Em janeiro de 1996, foi nomeado diretor provincial das irmãs Filhas da Caridade de São Vicente de Paulo da Província de Curitiba. Em 1997, entre fevereiro e maio, participou do curso do Centro Internacional de Formação de São Vicente de Paulo, em Paris, França. Foi renomeado Diretor Provincial das Filhas da Caridade para três anos, em 20 de junho de 2002, trabalho que concluiu em 31 de julho de 2005. Em janeiro de 2004, foi nomeado pelo Superior Geral da Congregação da Missão para o cargo de Assessor Nacional da Juventude Marial Vicentina do Brasil.
Em 19 de setembro de 2005, assumiu o cargo de pároco de Guaraqueçaba, litoral do Paraná, onde permaneceu até que, em 7 de junho de 2009, foi nomeado diretor provincial das Filhas da Caridade da Província da Amazônia, com sede em Belém do Pará.
Em 22 de dezembro de 2010, foi nomeado pelo papa Bento XVI bispo-auxiliar de São Luís do Maranhão. Sua ordenação episcopal foi realizada no dia 19 de fevereiro de 2011, na Paróquia Santo Antônio de Orleans, em Curitiba. Foram ordenantes: Dom Frei José Belisário da Silva, OFM, acerbispo de São Luis do Maranhão, D. Ladislau Biernaski, CM, bispo da Diocese de São José dos Pinhais, e D. Vicente Joaquim Zico, CM, arcebispo emérito de Belém. Sua posse ocorreu em 12 de março seguinte
Em 19 de junho de 2013, foi nomeado pelo papa Francisco, bispo da Diocese de Caraguatatuba, no litoral norte de São Paulo.  Substituiu D. Antônio Carlos Altieri, que foi nomeado arcebispo de Passo Fundo, no Rio Grande do Sul, em setembro de 2012. Desde então, a diocese era administrada temporariamente pelo padre Inocêncio Xavier. Sua posse ocorreu em 17 de agosto.

### Ordenações episcopais
Foi consagrante de:
1. Odair Miguel Gonsalves dos Santos, C.M. (08/12/2023, na Igreja Matriz São Migue em Irati)[5]